# یحیی نبیل خالد
یحیی نبیل خالد (انگلیسی: Yehia Nabil Khaled؛ زادهٔ ۴ سپتامبر ۱۹۷۱) بازیکن فوتبال است.
از باشگاه‌هایی که در آن بازی کرده‌است می‌توان به باشگاه ورزشی زمالک اشاره کرد.
وی همچنین در تیم ملی فوتبال مصر بازی کرده‌است.